# Шишов, Михаил Васильевич (шахматист)
Михаил Васильевич Шишов (2 декабря 1910, Тифлис — 27 февраля 1981, Тбилиси) — советский шахматист, мастер спорта СССР (1951), заслуженный тренер СССР (1962); тренер Ноны Гапридашвили (1957—1965).
Инженер-строитель. Чемпион Грузинской ССР (1944, 1948, 1952, 1955, 1956), ЦС ДСО «Локомотив» (1958). Закавказский зональный турнир (1955) — 2-е место.
Написал книгу на грузинском языке: «Большая битва на маленьком курорте» в 1962 году.